# Stazione di Castagno
La stazione di Castagno è una fermata ferroviaria posta sulla linea Pistoia-Bologna, costruita per servire la località di Castagno di Piteccio, piccola frazione del comune di Pistoia.

## Caratteristiche
Piccolissima stazione, inaugurata per il turismo che allora era il fiore all'occhiello della Montagna Pistoiese, presenta un solo binario di marcia, rendendo impossibile l'incrocio dei convogli in stazione.

## Storia
La stazione è stata inaugurata nel 1960.
 Dai primi anni novanta, con l'installazione del sistema di controllo automatico, è impresenziata.

## Movimento
Il numero di passeggeri che ogni giorno fruisce della stazione è pari a 9 unità (2010).